# ここがSF一丁目
ここがSF一丁目（ - えすえふいっちょうめ）は、東海ラジオ放送で放送されていた夜の若者向けワイドラジオ番組。1986年10月6日から1988年10月7日まで放送されていた。

## 概要
（）

東海ラジオは、『ミッドナイト東海』『とびっきりNiGHT』など深夜放送でリードしてきた感があったが、その手法を夜ワイドに持ってくることになった。東海ラジオではそれまでに実質上夜9時台～12時台の夜ワイドは存在しておらず、ほぼ新設というような形であった。当時の編成部長によると、「“深夜放送が友達”と言われていた時代はもう終わり、若者リスナーの多くがラジオを聞く時間は夜9時ごろからに移っている。そのヤングにとってのゴールデンタイムをネット番組など10分前後の番組を並べただけにしていると、ナイターイン・ナイターオフの改編でどうしても断続的なものになってしまうといった考えから、数年前から生ワイド番組の企画は持ち上がっていた。色々な問題をクリアした上で今回ようやく実現した」とのことである。当時、東海地区のAMラジオにおける夜間の若年層向けプログラムは、既に『小堀勝啓のわ!Wide とにかく今夜がパラダイス』（CBCラジオ）が覇権を握っており、それに対抗できるパーソナリティをということで、ミッドナイト東海で大きな人気を誇っていた宮地佑紀生、河原龍夫の2人が選ばれた。1988年4月からは、レポーターを務めていた原光隆アナウンサーもメインパーソナリティに昇格した。なお、前述の編成部長も当番組が「わ!Wideに照準を絞った形のワイド番組」であると話している。
なお、この番組のタイトルの『SF』とは、東海ラジオのコールサイン『JOSF』のことである（同じ1986年10月に深夜でスタートした『SF Rock Station』と同じネーミング）。ただし東海ラジオ制作の番組表では、シャレなのか、宇宙服に身を包む人の絵が描かれていた。
しかし、この番組の放送時間が『わ!Wide』の半分以下の1時間30分だったうえ、番組独自のコーナー・企画などの進行が可能な、この番組の売りとも言える時間帯がほぼ午後9時台に集中したこともあって、この直前に放送されていた『ガッツナイター』が延長すると当然放送時間が短くなり、22:30を過ぎてもナイター中継が終わらず、番組自体がまるまる休止になってしまうこともあった。こういった面でも、24:40まで放送のあった『わ!Wide』と比べて不利な状況にあったと言える。なお、午後10時台は、スポンサー付きのコーナー、内包番組が存在するなど横割りの編成になっていた時間帯であり、この番組が始まる以前から午後10時台で放送されていた帯番組の殆どが、そのままこの時間帯にスライドしてきていた。わずかな新機軸はおニャン子クラブの帯番組（後述）程度しかないという状態だった。
1988年3月に午後9時台において、それまで全曜日で同じコーナーをやっていた横割りの編成を、曜日別に違うコーナーを行う縦割りの編成にするなど、番組のリニューアルを図ったものの、結局本番組は2年で終了することとなった。なお、この番組の末期パーソナリティ陣であった宮地佑紀生、河原龍夫、原光隆、鈴木恵美アナウンサーの4人は全員が、この後1988年10月から20:40-21:30の時間で始まった『うたワイドベスト50』のパーソナリティとしてスライド登板している。
番組テーマ曲は「河原龍夫バンド」の作曲、演奏によるオリジナル曲「ここがSF一丁目のテーマ」。

## 放送時間
- 毎週月曜日 - 金曜日　21:00 - 22:30

## パーソナリティ
メインパーソナリティ
- 宮地佑紀生 （月曜・火曜・水曜 → 1988年4月から月曜・火曜）
- 河原龍夫 （木曜・金曜 → 1988年4月から水曜・木曜）
- 原光隆 （東海ラジオアナウンサー　当初レポーター、1988年4月から金曜メイン）

アシスタント
- 久保田玲子 （東海ラジオアナウンサー　月曜 - 金曜　1986年10月 - 1988年3月）
- 鈴木恵美　（東海ラジオアナウンサー　月曜 - 金曜　1988年4月 - 1988年9月）

## 主なコーナー
- 特ダネ最前線
- 呼んでちょー!ヤジウマカー
- こちら社会部デスク
- 今日のドラゴンズ
- メルサ・チャームコーナー
- 面白天気予報
  - 翌日の天気予報をリスナーが予想。的中したリスナーにはプレゼントが贈られた[2]。
- おニャン子のあぶない夜だよ （ニッポン放送制作、ネット受け内包番組　22:15頃）
- おちゃめな夜だよいたずらレモン （ニッポン放送制作　『おニャン子のあぶない夜だよ』の後継番組　22:15頃）
- おばん子クラブのあぶない夜だよ
（『おニャン子 - 』『おちゃめな夜だよ - 』は金曜の放送が無かったため、その金曜22:15頃に放送していたコーナー。堀田美也子、石川嘉子が出演）